# 岡孝
岡 孝（おか たかし、1950年 - ）は、日本の法学者。専門は民法。法政大学法学部教授等を経て、学習院大学教授・同法学部学部長。元法務省司法試験考査委員。

## 人物・経歴
栃木県生まれ。福島県出身。1972年北海道大学法学部卒業。1974年一橋大学大学院法学研究科修士課程修了、法学修士。1977年一橋大学大学院法学研究科博士課程単位取得退学。川井健門下。
1977年法政大学法学部助教授。1986年法政大学法学部教授。2000年学習院大学法学部教授。2002年学習院大学東洋文化研究所長。学習院大学法学部学部長、法務省司法試験考査委員なども務めた。

## 著書
- 『ドイツ債務法改正委員会草案の研究』（下森定と共編）法政大学現代法研究所 1996年
- 『法典論争カラ明治民法成立・注釈時代　複写 : 日本民法学史・通史　抜刷』法政大学出版局 1997年
- 『債権総論・各論』（浦川道太郎と共編）法学書院 2000年
- 『民法 : 分析と展開 2』（山田卓生, 野村豊弘, 円谷峻, 鎌田薫, 新美育文, 池田真朗と共著）弘文堂 2005年
- 『東アジア私法の諸相 : 東アジア比較私法学の構築のために』（沖野眞已, 山下純司と共編）勁草書房 2009年
- 『債権法の近未来像 : 下森定先生傘寿記念論文集』（小林一俊, 高須順一と共編）酒井書店 2010年
- 『民法の未来 : 野村豊弘先生古稀記念論文集』（能見善久, 樋口範雄,大塚直, 沖野眞已, 中山信弘, 本山敦と共編）商事法務 2014年
- 『梅謙次郎　日本民法の父』法政大学出版局 2023年